# Латыпов, Марказ Каррамович
Марказ Каррамович Латыпов (18.3.1926, д. Балтаево Белебеевского кантона БАССР (Туймазинский район РБ) — 17.1.1999, Уфа) — хозяйственный деятель. Заслуженный работник нефтяной и газовой промышленности РСФСР (1986), заслуженный нефтяник БАССР (1976), отличник нефтяной промышленности СССР (1976), почётный нефтяник СССР (1974). Участвовал в строительстве более 7 тысяч скважин на 77 месторождениях Башкортостана. Под его руководством впервые в мировой практике осуществлено бурение многозабойных скважин на Карташевском месторождении. Основатель метода наклонного бурения в БАССР. Автор 20 печатных работ и 3 изобретений. Награждён орденами Ленина (1964), Трудового Красного Знамени (1971), «Знак Почета» (1959).
Окончил Львовский политехнический институт (1950), горный инженер.
В 1950—1956 гг. — в тресте «Ишимбайнефть»: старший инженер, начальник разведки, начальник ПТО; в 1956—1964 гг. — директор, в 1964—1970 гг. — управляющий трестом «Туймазабурнефть»; в 1970—1981 гг. — начальник Уфимского УБР; в 1981—1991 гг. — старший научный сотрудник БашНИПИнефть.
Его сын Валерий — инженер-строитель, доктор технических наук (1998), профессор (1999).
В Уфе на доме, где жил Марказ Каррамович, установлена мемориальная доска.